# Pardofelis
Pardofelis je rod koček s jediným zástupcem, kterým je kočka mramorovaná (Pardofelis marmorata).
Johnson et al. (2006) and Eizirik et al. navrhli na základě genetických výzkumů do tohoto rodu zahrnout i druhy kočka Temminckova a kočka bornejská, Mezinárodní svaz ochrany přírody (IUCN) však na základě vlastních výzkumů tento návrh neakceptoval a oba zmíněné druhy nadále řadí do samostatného rodu Catopuma.
Kočka mramorovaná žije v jihovýchodní Asii (viz mapa). Je jen o málo větší než kočka domácí.